# Chlorophytum indicum
Chlorophytum indicum är en sparrisväxtart som först beskrevs av Carl Ludwig von Willdenow, Schult. och Julius Hermann Schultes, och fick sitt nu gällande namn av Dress. Chlorophytum indicum ingår i släktet ampelliljor, och familjen sparrisväxter. Inga underarter finns listade i Catalogue of Life.